# Slupka

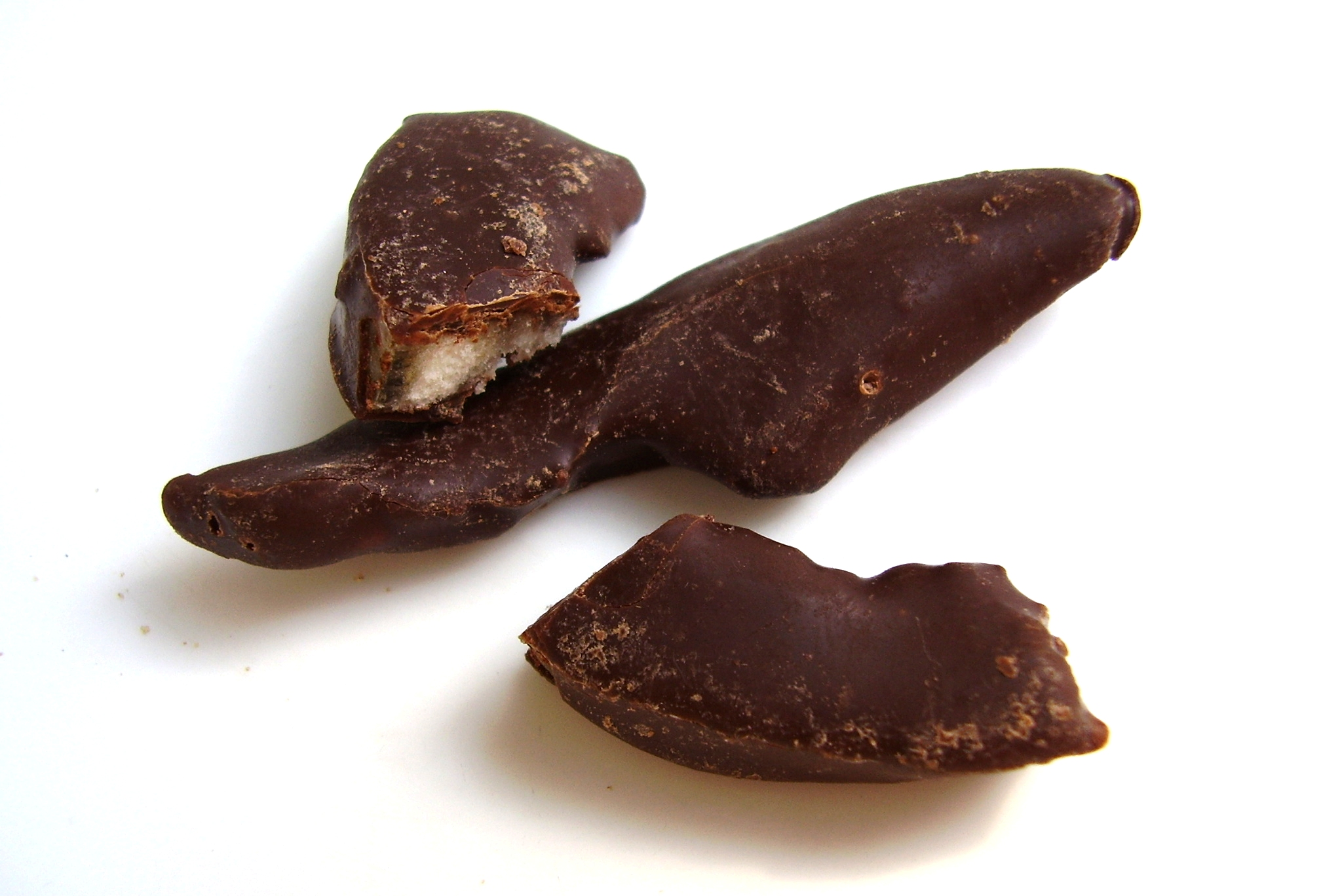
Citrusové slupky v čokoládě

Slupka (hovorově šlupka) je zevní ochranná vrstva plodu nebo hlízy, která může být sloupnuta. Z botanického hlediska se jedná o snadno odstranitelný exokarp (na rozdíl od skořápky, tedy tvrdého exokarpu).
Slupky některých druhů ovoce a zeleniny jsou jedlé a takové ovoce a zelenina se může konzumovat oloupané i neoloupané. Obsahují velký podíl nerozpustné vlákniny, která pročišťuje střevo, konzumace se slupkou je tak za normálního zdravotního stavu střev prospěšná.